# Michal Chudík
Michal Chudík (* 29. September 1914 in Hámor, Österreich-Ungarn; † 24. April 2005 in Prag, Tschechien) war ein tschechoslowakischer Politiker der Kommunistischen Partei der Tschechoslowakei (Komunistická strana Československa).

## Leben
Chudík galt zunächst als Gefolgsmann des ebenfalls aus der Slowakei stammenden Viliam Široký und spielte eine führende Rolle bei der politischen Säuberung innerhalb der KSČ in der Slowakei.
Nach der Ablösung von Široký als Ministerpräsident der Tschechoslowakei am 19. September 1963 durch Jozef Lenárt und dem daraus resultierenden Einfluss wegen seiner Rolle in der Josef-Stalin-Ära der Tschechoslowakei wurde er der engste Unterstützer des 1953 zum Ersten Sekretär der KSČ gewählten Antonín Novotný in der Slowakei.
Am 23. September 1963 wurde er als Nachfolger von Lenárt Präsident des Nationalrates der Slowakei (Slovenská národní rada). Daneben war er Mitglied des Zentralkomitee (ZK) der Komunistická strana Československa (KSČ) und wurde im März 1964 auch Mitglied des Politbüros des ZK.
Auf dem 13. Parteitag wurde er im Juni 1966 als Mitglied des Politbüros bestätigt.
Im Dezember 1967, kurz vor Beginn des Prager Frühlings, gehörte Michal Chudík im Politbüro neben Bohuslav Laštovička, Otakar Šimůnek und Jozef Lenárt zu den Unterstützern des konservativen Ersten Sekretärs der KSČ und Staatspräsidenten Antonín Novotný, während zu Novotnýs liberalen Gegnern Alexander Dubček, Oldřich Černík, Drahomír Kolder, Jiří Hendrych und Jaromír Dolanský zählten, wobei Kolder später zu den stärksten Befürwortern der Niederschlagung des Prager Frühlings zählte und Mitunterzeichner des sogenannten Einladungsbriefes war, in dem führende tschechoslowakische Politiker die Sowjetunion um Hilfe baten. Im Politbüro entstand somit eine „Pattsituation“, zumal Lenárt und Chudík bei einer ersten Abstimmung noch gegen Novotný waren.
Am 14. März 1968 trat er von seinem Amt als Präsident des Slowakischen Nationalrates zurück, woraufhin Ondrej Klokoč sein Nachfolger wurde.
Im Zuge des Prager Frühlings wurde er auch als Mitglied des Politbüros am 5. April 1968 abgelöst.
Am 1. Dezember 1976 wurde er Nachfolger von Stanislav Svoboda als Botschafter in Kuba. Diese Funktion bekleidete er bis zu seiner Ablösung durch Miloš Vojta am 19. April 1979.